# Radio Nuevo Mundo
Radio Nuevo Mundo es una estación radial chilena ubicada en el 930 kHz del dial AM en Santiago de Chile, dirigida a todo tipo de público. Su razón social es Compañía de Radio y Televisión Nuevo Mundo S.A.. Desde el año 1994, esta radioemisora esta vinculada con el Partido Comunista de Chile. También transmite vía Internet en el resto del país y en todo el mundo.

## Historia
Radio Nuevo Mundo fue fundada el 26 de mayo de 1932; originalmente se llamó Radio Hucke. Radio Nuevo Mundo fue relanzada bajo nuevos propietarios el 11 de agosto de 1946.
Radio Nuevo Mundo posee una larga tradición periodística y su noticiero Entretelones, cuyo lema es Lo que hay tras cada noticia, que también es el nombre de un programa periodístico matinal de la emisora, es también el más antiguo de la radiotelefonía chilena. Fue creado en la década de los '50, por los periodistas Hernán Millas y René Olivares.
Hasta promediar los años '60, sus estudios estuvieron ubicados en Serrano con Alameda, en el edificio que ahora ocupa el Ministerio de Vivienda y Urbanismo, desde donde se trasladaron a calle Estado 115, 13° Piso, oficina 1301, donde estuvo por 37 años hasta 2001. Desde mediados de 2002 hasta fines de 2009, Radio Nuevo Mundo estuvo en calle Estados Unidos 246 para finalmente instalarse en calle San Pablo 2271, ambas en Santiago Centro.
Hoy, la radio ofrece a sus oyentes, una variada programación, que incluye espacios periodísticos, deportivos, culturales y musicales, que la caracterizan como un medio de comunicación de extrema izquierda, crítico del orden neoliberal, y partidario de un reemplazo por un orden marxista de cuestionable vocación democrática, portavoz de las cúpulas comunistas de la sociedad y de variados grupos de interés que empujan un estado de cosas reñido con las libertades individuales más esenciales de las sociedades democráticas occidentales. La interactividad con sus auditores, es uno de sus rasgos característicos.
Radio Nuevo Mundo posee una red nacional de emisoras en las principales ciudades del país, donde  la señal es en FM, excepto en Santiago que es en AM, dado el bajo presupuesto económico con el que cuenta la emisora y los elevados costos que tienen las concesiones FM en la Región Metropolitana.

## Personas destacadas
Destacados profesionales de la prensa y del micrófono han pasado por sus estudios: aparte de los ya citados, figuran entre otros, Tito Mundt, Lenka Franulic, Augusto Olivares, Octavio Sufán Espejo, Francisco "Pancho" Rueda (productor del legendario programa automovilístico Rugen los Motores), Raúl Hernán Leppé, Nicanor Molinare de la Plaza, Hernán Solís, Pedro Carcuro, Nelson Bustos, Alfredo Leonel Parra, Héctor Rolla, Ignacio González Camus, Antonio Cabello, Eduardo Tastets, Mario y José Gómez López, Álvaro Pineda de Castro, Nibaldo Mella, María de la Cruz, Luis Palau, Guillermo Zurita Borja, Sergio Brotfeld, Vladimiro Mimica, Juan Hernán Antivil, Sergio Planells Castillo, Eduardo Basáez. Gustavo Salgado, Francisco Lobos Gómez, Mario Reyne, Rolando Bernales Ortega, Julio López Blanco, Pepe Guixé, Francisco Castillo Morales, Osvaldo Osorio, Arturo Castillo Vicencio, Máximo Clavería, Pedro Pavlovic, Ingrid Droguett, Isabel Frías, René Largo Farías, Hernán Barahona Muñoz, Julio Ugas Pulgar, Jaime Coiro, Mario Aguilera, Agustín Vial Yévenes, Osciel Moya Plaza, Ociel Edmundo Rojas, Esteban Lob, Luis Santibáñez, Julio Martínez, Alberto Fouillioux, Víctor Eduardo Alonso, Claudio Palma, Carlos Jimeno Silva, Carlos Alberto Campusano, Héctor "Tito" Awad, Patricia Aguilar, José "Pepe" Ormazábal, Carlos Efraín Matta, Marco Antonio Barrera, Juan Carlos Carabantes, José Antonio Arellano, Juan Pablo Araneda, Sergio Reyes Tapia, Pepe Salinas, Gerardo Ayala Pizarro, Patricio Silva Gangas, Antonio Bilbao Hormaeche, Alejandro Zacur Plotz, Carlos Ugas Lisboa, Guillermo Guzmán, Freddy Valenzuela Medo, Cristofer Denis, Nicolás Ponce, Nicolás Rivera, Carlos Zamora, Héctor "Tito" Gatica, Richard Sandoval, Daniel Díaz Segovia, Alexis A. Tapia Arancibia, Carlos Cerpa Morales, etc.
Importantes locutores y animadores chilenos figuran en la historia de esta emisora: Sergio Silva, Iván Silva, Petronio Romo, Juan Carlos Gil, Andrés Moreno, Edmundo Soto, Fernando López Curié, Agustín Inostroza, Gabriel Muñoz, Mario Zamorano, Roberto Rojas, Pepe Abad, Guillermo Parada, Luis Hernández "Tío Lucho", Daniel Bravo, Pedro Pizarro, Fernando Valenzuela, Alfonso Palacios, Alfredo Larrazábal, Hernán Pereira, Pablo Aguilera, Rodolfo Herrera, Eduardo Fernández Villa, Alejandro Ramírez, Carlos Bencini, Fernando James, Marcos Castañeda, Ricardo Calderón, César Abu-Eid, José "Pepe" Abarca, entre otros.
Pionera de los radioteatros, por esta casa radial pasaron actrices de la calidad y el prestigio de Mirella Latorre, Justo Ugarte, María Maluenda, Elizabeth Hernández, Arturo Moya Grau, Shenda Román, Aníbal Reyna, Alfredo Mendoza y Osvaldo Mendoz.

## Antiguas frecuencias
- 102.7 MHz (Iquique), hoy Radio La Mega, sin relación con Nuevo Mundo
- 100.9 MHz, (Iquique), hoy La Popular, sin relación con Nuevo Mundo.
- 97.1 MHz (Tocopilla) hoy frecuencia sin uso.
- 99.5 MHz (Los Molles), hoy Radio Galaxia FM, sin relación con Nuevo Mundo
- 92.9 MHz (San Antonio) hoy radio Mar Pacífico , sin relación con radio Nuevo Mundo
- 105.3 MHz (Buin), hoy frecuencia de Sonar FM en (Santiago), sin relación con Nuevo Mundo.
- 107.3 MHz (Graneros), hoy Radio Susana FM, sin relación con Nuevo Mundo.
- 1590 kHz (Rengo), hoy frecuencia sin uso.
- 100.5 MHz (Constitución), hoy Radio Futura , sin relación con Nuevo Mundo.
- 104.3 MHz (Lebu), hoy Radio Lebu, sin relación con Nuevo Mundo.
- 890 kHz (Concepción), hoy frecuencia sin uso.
- 105.5 MHz (Victoria), hoy Radio Corporación, sin relación con Nuevo Mundo.
- 103.3 MHz (Temuco), No existe
- 93.3 MHz (Lanco), hoy Radio FM Pulso, sin relación con Nuevo Mundo.
- 92.1 MHz (Valdivia).sin uso quebró
- 90.5 MHz (Frutillar), hoy Radio Supersol, sin relación con Nuevo Mundo.
- 94.5 MHz (Ancud), hoy Radio Insular, sin relación con Nuevo Mundo.
- 104.7 MHz (Punta Arenas), hoy Sinfonía Tropical.